# Bugaj (Sandomierz)
Pour les articles homonymes, voir Bugaj.
Bugaj est une localité polonaise de la gmina de Wilczyce, située dans le powiat de Sandomierz en voïvodie de Sainte-Croix.